# Argentina en los Juegos Olímpicos de Grenoble 1968
Argentina participó en los Juegos Olímpicos de Grenoble 1968, con una delegación de 5 atletas (2 hombres y 3 mujeres) que compitieron en un deporte.
El equipo olímpico argentino no obtuvo ninguna medalla en estos Juegos.

## Esquí alpino
Masculino
| Atleta           | Evento          | Clasificación | Clasificación | Clasificación | Clasificación | Final     | Final     | Final     | Final     | Final     | Final     |
| Atleta           | Evento          | 1.ª manga     | 1.ª manga     | 2.ª manga     | 2.ª manga     | 1.ª manga | 1.ª manga | 2.ª manga | 2.ª manga | Total     | Total     |
| Atleta           | Evento          | Tiempo        | Posición      | Tiempo        | Posición      | Tiempo    | Posición  | Tiempo    | Posición  | Tiempo    | Posición  |
| ---------------- | --------------- | ------------- | ------------- | ------------- | ------------- | --------- | --------- | --------- | --------- | --------- | --------- |
| Gustavo Ezquerra | Descenso        | —             | —             | —             | —             | —         | —         | —         | —         | 2:17,11   | 55        |
| Gustavo Ezquerra | Eslalon         | 57,09         | 3             | 59,96         | 3             | No avanzó | No avanzó | No avanzó | No avanzó | No avanzó | No avanzó |
| Gustavo Ezquerra | Eslalon gigante | —             | —             | —             | —             | 1:59,60   | 65        | 2:00,51   | 64        | 4:00,11   | 63        |
| Roberto Thostrup | Descenso        | —             | —             | —             | —             | —         | —         | —         | —         | 2:17,35   | 57        |
| Roberto Thostrup | Eslalon         | Descalificado | Descalificado | 1:00,80       | 4             | No avanzó | No avanzó | No avanzó | No avanzó | No avanzó | No avanzó |
| Roberto Thostrup | Eslalon gigante | —             | —             | —             | —             | 1:58,92   | 63        | 1:58,70   | 58        | 3:57,62   | 61        |

Femenino
| Atleta             | Evento          | 1.ª manga     | 1.ª manga     | 2.ª manga | 2.ª manga | Total      | Total      |
| Atleta             | Evento          | Tiempo        | Posición      | Tiempo    | Posición  | Tiempo     | Posición   |
| ------------------ | --------------- | ------------- | ------------- | --------- | --------- | ---------- | ---------- |
| Ana Sabine Naumann | Eslalon         | 53,13         | 33            | 57,04     | 27        | 1:50,17    | 29         |
| Ana Sabine Naumann | Eslalon gigante | —             | —             | —         | —         | No terminó | No terminó |
| Helga María Sista  | Eslalon         | 51,98         | 31            | 57,18     | 28        | 1:49,16    | 27         |
| Helga María Sista  | Eslalon gigante | —             | —             | —         | —         | 2:11,75    | 38         |
| Irene Viaene       | Eslalon         | Descalificada | Descalificada | No avanzó | No avanzó | No avanzó  | No avanzó  |
| Irene Viaene       | Eslalon gigante | —             | —             | —         | —         | 2:11,68    | 37         |